# الإجهاض في ليختنشتاين
الإجهاض في ليختنشتاين غير قانوني في معظم الظروف ويعاقب عليه بالسجن للمرأة والطبيب. وهزم الناخبون محاولة تقنينه في عام 2011. في أبريل ونوفمبر 2012, فشل لاندتاغ في تقديم مقترحات لتخفيف قوانين الإجهاض.
تنص المادة 96 من القانون الجنائي لليختنشتاين على أن الإجهاض غير قانوني إلا في حالات الخطر الجسيم على حياة المرأة أو صحتها والتي لا يمكن منعها إلا بإنهاء الخدمة, أو في حالات الاغتصاب أو الاعتداء الجنسي . يُعاقب على الإجهاض غير القانوني بالسجن لمدة تصل إلى ثلاث سنوات للطبيب وحتى عام واحد للمرأة. يجرم القسم 98 من قانون العقوبات بالإضافة إلى ذلك إجراء أو تشجيع الإجهاض دون إجراء تحقيق دقيق في ضرورته الطبية وأي نوع من الترويج لخدمات الإجهاض.
حتى تعديل القانون الجنائي في عام 2015, كان استثناء الاغتصاب ينطبق فقط إذا كانت المرأة أقل من 14 عامًا.
في الاستفتاء المزدوج على الإجهاض في 27 نوفمبر 2005, رفض 81٪ من الناخبين اقتراح «مدى الحياة» لحظر جميع أشكال الإجهاض, بينما وافق 80٪ على اقتراح لاندتاغ المضاد, والذي أدانه النشطاء المناهضون للإجهاض.
تم رفض اقتراح لإضفاء الشرعية على الإجهاض في الأسابيع الـ 12 الأولى من الحمل أو عندما يتم إعاقة الطفل من قبل 52.3 ٪ من الناخبين في استفتاء عام 2011 الذي عقد في 18 سبتمبر. وكان الأمير ألويس قد هدد سابقًا باستخدام حق النقض ضد الاقتراح إذا تم إقراره.
يجب على النساء في ليختنشتاين اللائي يخترن إجراء عمليات الإجهاض عبور الحدود إما إلى سويسرا أو النمسا المجاورة لتنفيذ الإجراء بشكل قانوني. يجب على النساء أيضًا السفر إلى تلك البلدان للحصول على المشورة بشأن خياراتهن, حيث يواجهن خطر الملاحقة القضائية في المنزل. تشير التقديرات إلى أن ما يقرب من 50 امرأة يخضعن لعمليات إجهاض في العام, إما بشكل غير قانوني في ليختنشتاين أو في الخارج في سويسرا أو النمسا.